# Levi Sherwood
Levi Sherwood (Palmerston North, 22 oktober 1991) is een Nieuw-Zeelands freestyle motorcrosser. Zijn bijnaam is "rubber kid".
Dave Sherwood, vader van Levi, was een professionele speedway rijder en Levi heeft zijn hele leven gereden op twee wielen. Levi reed ook normaal motorcross gedurende zijn tienerjaren, maar deed meer springen en belandde in FMX wedstrijden.
Hij won zijn eerste Red Bull X-Fighters wedstrijd in Mexico-Stad in 2009, slechts 17 jaar oud. Hij concurreert momenteel in dezelfde tour. Hij nam zijn tweede overwinning in het jaar 2010 in Moskou, zijn derde in Londen. Hij werd de kampioen van de 2012 Red Bull X-Fighters World Tour. Zijn laatste overwinning in de tour was in Mexico-Stad in 2014.
Levi heeft ook deelgenomen aan de X Games, en in 2010 won hij de zilveren medaille in Freestyle, verliezen met slechts een punt naar Travis Pastrana.